# Jacob de Gheyn (III)
Jacob de Gheyn (III), Gheyn ook gespeld als Gain, Geijn, Gheijn en Ghein (Haarlem of Leiden?, voorjaar 1596 - Utrecht, 4 juni 1641), was een Nederlands tekenaar, prentkunstenaar en schilder.
Hij was zoon van de kunstschilder Jacob de Gheyn (II) en kleinzoon van Jacob de Gheyn (I). De Gheyn werd waarschijnlijk in Haarlem of Leiden geboren, maar werkte in Den Haag en Utrecht. Hij is vooral bekend als tekenaar en graveur. In 1618 maakte De Gheyn samen met Constantijn Huygens een reis door Engeland. In 1620 ging hij naar Zweden.
De tekeningen van Jacob de Gheyn (II) en (III) zijn moeilijk van elkaar te onderscheiden. De Gheyn (III) had een verzameling van onder andere bijzondere schelpen die in de 17e eeuw zeer in trek waren bij vermogende verzamelaars.
- Biblioteca Nacional de España: XX1559646
- Bibliothèque nationale de France: cb13561983x (data)
- Biografisch Portaal: 43377271
- Gemeinsame Normdatei: 122094220
- International Standard Name Identifier: 0000 0001 1654 0472
- Library of Congress Control Number: n87893880
- Nederlandse Thesaurus van Auteursnamen: 070434166
- RKD-Nederlands Instituut voor Kunstgeschiedenis: 31340
- Système universitaire de documentation: 052536971
- Union List of Artist Names: 500023332
- Virtual International Authority File: 60611905
- WorldCat: E39PBJk4HBjJdy9CYvgkwHMHG3